# 宝塚歌劇舞台中継 (関西テレビ)
宝塚歌劇舞台中継（たからづかかげきぶたいちゅうけい）は、1971年4月2日から1995年1月28日まで関西テレビで放送された、宝塚歌劇団の舞台中継を行っていた番組シリーズの総称である。阪急電鉄・阪急百貨店（のちに阪急東宝グループ→阪急阪神東宝グループに変更）の提供。1979年1月6日放送回よりステレオ放送。

## 概要
阪急系列の関西テレビ（フジテレビ系列）との結びつきが強い事から放送された番組であり、多くの作品を放送した。前期には『ザ・タカラヅカ』と題されたバラエティ色の強い舞台中継を放送、中期には宝塚バウホールで収録したミュージカルドラマ『宝塚テレビロマン』・「はいからさんが通る」など三作品を放送、後期には『OH!タカラヅカ』として各作品を放送し、さらには毎月最終土曜日放送の『タカラヅカ花の指定席』では注目の話題作を放送した。
「タカラヅカ花の指定席」での提供読みは「この番組は、阪急電車と楽しさあふれるお買物、阪急百貨店がお送りします（した）」。それ以前には提供読みが無く、「提供 阪急電車 阪急百貨店」の表示に歌の無い阪急のテーマソングが流れていた。
本記事では便宜上、「ザ・タカラヅカ」、「宝塚テレビロマン」、「OH!タカラヅカ」、「タカラヅカ花の指定席」と表記する。
関西のみならず、各地の局に番組販売されていた。ただし阪急東宝グループの営業エリアの関係上スポンサードでないことが多かった（スポンサードネットは一時期のフジテレビ・テレビ新広島など若干例のみ。テレビ新広島の場合、基本的に広島に営業拠点のある阪急交通社の提供であったが、阪急東宝グループの連名CMや宝塚ファミリーランドのCMが放映されたこともあった）。

## シリーズの変遷

### ザ・タカラヅカ
『ザ・タカラヅカ』（The Takarazuka）は、1971年4月2日から1979年3月31日まで毎週放送された宝塚歌劇団の舞台中継。
舞台中継であるもののバラエティ色が強く、オープニングでのレビュー風のオープニングが印象深かった。1977年10月に土曜日18時前半枠へ移動をした。収録は週により宝塚大劇場と宝塚バウホールを使い分けた（後述のテレビロマンシリーズも同文）。

### 宝塚テレビロマン
『宝塚テレビロマン』（たからづかテレビロマン）は、1979年4月7日～1980年8月30日毎週土曜日に放送された宝塚歌劇団の連続ミュージカル番組。長い宝塚歌劇史でテレビ用の作品はまれである。肖像権および権利上の関係から再放送・DVDソフト化がされていない。ナビゲーターはキャッシーが務めた。
一作目『はいからさんが通る』は、大和和紀による同題名漫画を原作とする。演出・脚本は植田紳爾。なお同作品は2017年に梅田芸術劇場・シアタードラマシティと日本青年館、2020年には宝塚大劇場で舞台公演としてリメークされ上演された。
キャスト
- 花村紅緒：花鳥いつき
- 伊集院忍：平みち
- 冬星：剣幸
- 環：美雪花代
- 鬼島軍曹：日向薫
- 藤枝蘭丸：瀬川佳英
- ラリサ：遥くらら

主題歌
- 「はいからさんが通る」作詞：植田紳爾、作曲：寺田瀧雄、編曲：馬飼野俊一、歌：汀夏子
- 「マリンカの花のように」作詞：植田紳爾、作曲：寺田瀧雄、編曲：馬飼野俊一、歌：汀夏子
- 上記の2曲は、1979年4月25日に東宝レコードからシングルレコードとして発売（AT-4099）。

二作目『ラブパック』は、「源氏物語」をモチーフにした、大和和紀による漫画を原作とする。演出・脚本は植田紳爾。
キャスト
- 光源氏／疾風（二役）：宝純子
- 夜叉姫：桐生のぼる

三作目『三銃士』は、アレクサンドル・デュマ・ペールによる小説を原作とする。演出・脚本は菅沼潤。
キャスト
- ダルタニヤン：明都ゆたか
- アトス：紫苑ゆう
- ポルトス：夏美よう
- アラミス：五月梨世
- アンヌ王妃：仁科有理
- コンスタンス：ひびき美都
- ミレディ：一城けん
- トレヴィル隊長：火の鳥美奈
- ルイ13世：吹雪仁美
- エスメラルダ：南風まい
- ロシュフォール：篝輝

特別出演
- バッキンガム公爵：高汐巴
- ウインター卿：宝純子

### OH!タカラヅカ
『OH!タカラヅカ』（オーたからづか）は、1980年9月6日から1984年3月31日まで毎週放送された宝塚歌劇団の舞台中継。
話題の各作品を放送、また、10年に1回開催される「宝塚歌劇団大運動会」の模様も放送された。作品の内容次第や宝塚歌劇団大運動会では2週間にわたって放送されることもあった。
前期には案内役として、劇団員が週替わりでオープニングとエンディングで登場。後期にはナレーションとして出野徹之（当時関西テレビアナウンサー）が務め、大運動会の時は顔出しで実況を担当した。

### タカラヅカ花の指定席
『タカラヅカ花の指定席』（タカラヅカはなのしていせき）は、1984年4月28日から1995年1月28日まで毎月最終土曜日に放送された宝塚歌劇団の舞台中継。
放送回数が月1回になった反面、放送時間が80分に拡大し、より作品が楽しめるようになった。エンディングでは、宝塚歌劇団のインフォメーション等が放送された。通常は16時からの放送だが、阪急ブレーブス（後のオリックス・バファローズ）主催試合『パ・リーグ・アワー』を16時から生中継する時は14時30分から放送した。

## 突然のシリーズ終了とその後
1995年1月17日に阪神・淡路大震災が発生。宝塚歌劇団も被災し、公演中止を余儀なくされる。このため11日後の1995年1月28日に足掛け24年弱に及ぶ舞台中継の放送を打ち切った。その後1999年夏の7月から8月には関西テレビ限定で『タカラヅカ花組図鑑』というミニ番組が放送されたが、舞台中継は放送されていない。